# Semîricika, Haisîn
Semîricika (în ucraineană Семирічка) este localitatea de reședință a comunei Semîricika din raionul Haisîn, regiunea Vinnița, Ucraina.

## Demografie
Componența lingvistică a localității Semîricika
     Ucraineană (99,47%)
     Alte limbi (0,53%)
Conform recensământului din 2001, majoritatea populației localității Semîricika era vorbitoare de ucraineană (99,47%), existând în minoritate și vorbitori de alte limbi.